# 高浜発電所

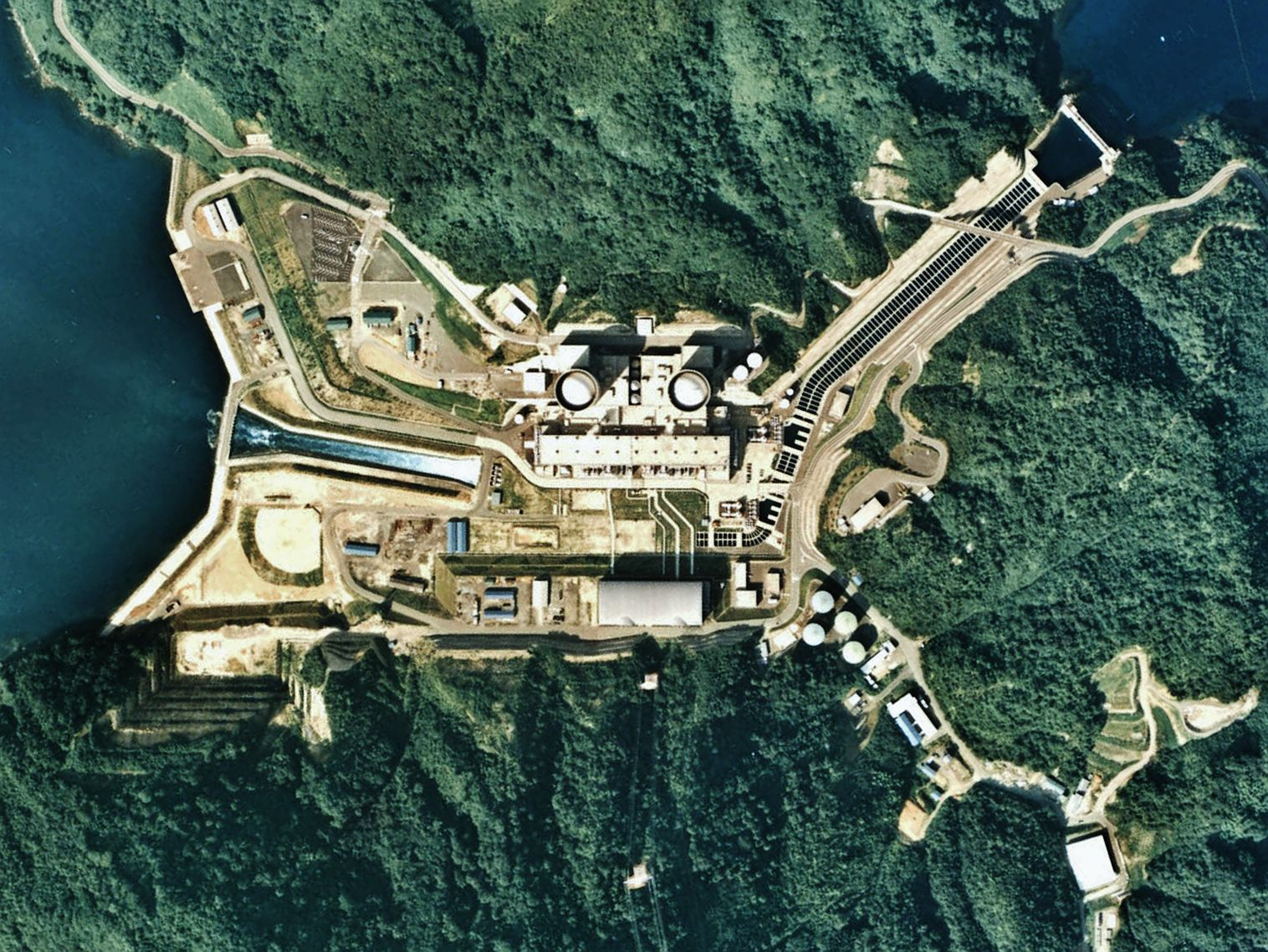
高浜発電所（1、2号機）

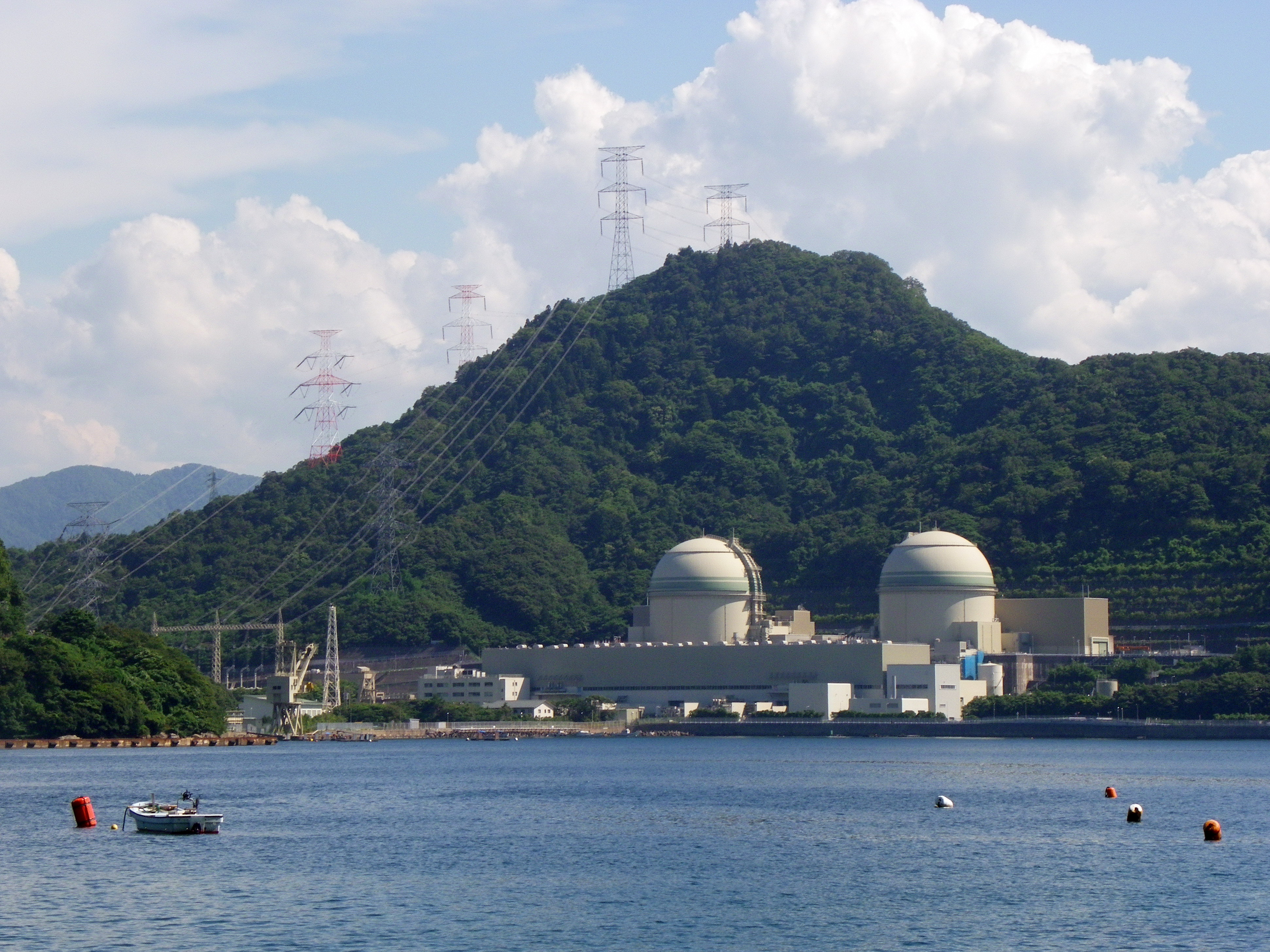
高浜発電所（3、4号機）

高浜発電所（たかはまはつでんしょ）は、福井県大飯郡高浜町にある、関西電力の原子力発電所（原発）。1号機から4号機まで4基ある原子炉の合計出力は339.2万kWである。
1号機の営業運転開始は1974年11月14日で、日本で運転中の原発としては最も古い。「原発銀座」とも呼ばれる若狭湾沿岸の原発群のうち最も西にある。 

## 発電設備
| 番号  | 原子炉形式          | 定格電気出力 | 運転開始日     | 現況                   |
| ----- | ------------------- | ------------ | -------------- | ---------------------- |
| 1号機 | 加圧水型軽水炉(PWR) | 82.6万kW     | 1974年11月14日 | 運転中                 |
| 2号機 | 加圧水型軽水炉(PWR) | 82.6万kW     | 1975年11月14日 | 定期点検中 2024.11.6～ |
| 3号機 | 加圧水型軽水炉(PWR) | 87.0万kW     | 1985年1月17日  | 運転中                 |
| 4号機 | 加圧水型軽水炉(PWR) | 87.0万kW     | 1985年6月5日   | 運転中                 |

## 概要
若狭湾の音海半島の付け根に位置する。
発電機は全4号機設置されており、それぞれ「アトムくん」「ウランちゃん」「みらいくん」「あかりちゃん」という愛称がある。
PR施設として、高浜町青戸に「若狭たかはまエルどらんど」がある。同じ若狭湾沿岸にある美浜発電所や大飯発電所のPR施設とは異なり、発電所から離れた場所に建設された。

## 経緯
- 1969年12月12日 – 関西電力高浜発電所1号機に対する設置許可[11]。
- 1970年11月25日 – 2号機に対する設置許可[11]。
- 1974年
  - 03月14日 – 1号機が初臨界[12]
  - 11月14日 – 1号機の営業運転開始[11]。
  - 12月20日 – 2号機が臨界になる[13]。
- 1975年
  - 01月22日 – 1号機のタービンシャフトを支える部分の潤滑油の油圧が低下。点検のために停止[14]。
  - 11月14日 – 2号機の営業運転開始[11]。
- 1980年08月04日 – 3・4号機に対する設置許可[11]。
- 1984年
  - 04月17日 – 3号機が臨界となる[15]。
  - 010月11日 – 4号機が臨界となる[15]
- 1985年
  - 04月17日 – 3号機の営業運転開始[11]。
  - 10月11日 – 4号機の営業運転開始[11]。
- 2010年12月0?日 – 3号機の原子炉にMOX燃料を装荷、調整運転開始（詳細は#プルサーマル計画）。

## 2011年地震後の対応
2011年3月11日の東日本大震災及び福島第一原子力発電所事故発生時、高浜発電所の1-4号機はそれぞれ以下の状態であった。
- 1号機 - 1月10日より運転停止中[16]。
- 2号機 - 運転中
- 3号機 - 1月21日より、プルサーマルの営業運転中（詳細は#プルサーマル計画）。
- 4号機 - 運転中

地震発生後、7月21日に4号機の運転が、11月25日に2号機の運転が定期点検のため停止され、2012年2月20日には3号機の運転も停止されたため、高浜発電所は稼働発電機ゼロの状態となった。
2014年12月6日、住民らにより3・4号機の再稼働の差し止めを求める仮処分申請がなされた一方で、翌2015年2月12日には原子力規制委員会により、停止中の高浜発電所再稼働の前提条件となる審査に合格したことを示す審査書が出された。これは、高浜発電所を管轄している関西電力の原発に関する新しい規制基準に適合したものであることを示していた。

### 福井地裁による再稼働許可と3・4号機の再稼働
高浜発電所の仮処分申請については、福井地方裁判所が2015年4月14日、高浜発電所の3号機と4号機について再稼働を認めない決定を出したが、関西電力による異議申立とそれを受けた異議審の結果、12月24日に福井地裁が再稼働差し止め仮処分を取り消す決定を出した。。
2016年、1月29日、3号機再稼働。3号機は2月4日に定格熱出力一定運転を開始し、2月26日に本格運転を開始した。同日、4号機も再稼働した。再稼働から3日後の2月29日の併入操作時に、4号機の発電機にトラブルが生じたため原子炉が自動停止。

### 1・2号機の運転延長
3月9日、大津地方裁判所が関西電力に3号機と4号機の運転停止を命じる仮処分の決定を出した。これを受けて3月10日に3号機が停止した。しかし関電が仮処分を不服として抗告したところ、大阪高等裁判所が2017年3月28日に抗告を認め、3号機と4号機の運転を認める決定をした。
6月20日、原子力規制委員会は、1号機・2号機について運転を最長20年間延長することを全会一致で認めた。建設から40年超のいわゆる老朽原発で審査に合格し延長が許可されたのは初めてである。
2017年5月22日6時、4号機のタービン起動。14時に調整運転（発電機並列）での運転を開始し発送電も再開した。3号機についても2017年6月を目処に再稼働の準備をしている。6月16日には4号機が原子力規制委員会から最終的な検査の合格証を受け、営業運転に移行した。一方、今月の6日に再稼働した3号機は11日夜からフル稼働中。7月3日から規制委の最終検査を受ける。
7月4日、3号機が原子力規制委員会の最終検査を完了し、営業運転に移行した。

### 1・2号機の再稼働
2019年1月28日、原子力規制委員会は高浜発電所第1号機及び第2号機の工事計画の変更並びに高浜発電所第3号機及び第4号機の工事の計画について認可した。
2021年4月28日、県知事の杉本達治が1、2号機の再稼働に同意し、これを受けた関西電力は5月12日、1、2号機はテロ対策施設の完成後に再稼働することを発表した。
2023年7月28日、1号機が再稼働。
9月25日、2号機が再稼働。2号機は翌2024年11月6日、およそ4ヶ月の定期検査のため運転を停止した。

### プルサーマル計画
- 2010年12月05日

関西電力は3号機の原子炉にMOX燃料の装荷を完了したと発表した。
- 2010年12月25日

3号機の調整運転を開始した。
- 2011年01月21日

3号機でプルサーマルの営業運転を開始した。
- 2012年02月20日

定期点検のため3号機の運転を停止。
- 2016年01月29日

3号機がプルサーマルで再稼働。プルサーマル運転での再稼働は初。
- 2016年01月31日

4号機にMOX燃料を装荷。4号機でのプルサーマル運転は初めて。

### 過去の主なトラブル
- 1999年（平成11年）、3号機に使用予定だったMOX燃料ペレットにデータ改ざんが発覚した（詳しくは原子力発電の事故隠し・データ改ざん一覧を参照）[45][46][47][48]。
- 2023年1月30日午後3時20分頃、4号機で中性子の急激な減少により警報が鳴って原子炉が自動停止した。関西電力が原因を調べているが、原子炉の冷却は正常に行われており、外部への放射性物質の漏れや環境への影響はないとしている[49][50]。運用再開の目処は立っていない[51]。

## 関連資料
- 水野倫之NHK解説委員［時論公論］高浜原発も審査合格 再び問われる"原発の地元"（2014年12月18日）

### 事業者
- 関西電力 高浜発電所
- 原子力発電所の運転情報 運転情報・実績データ「高浜発電所」（電気事業連合会）

### 自治体
- 福井県庁 原子力安全対策課
- 福井県『原子力発電所近接5km圏の住民避難計画 (PDF) 』平成25年3月
- 原子力防災（高浜町役場）
- 高浜発電所及び大飯発電所環境放射線等測定計画（京都府庁）

座標: 北緯35度31分21秒 東経135度30分23秒 / 北緯35.52250度 東経135.50639度